# Снегоклонинг
Снегоклонингът (на английски: snowclone) e неологизъм за тип фразеологични шаблони, в които определени думи могат да бъдат заместени с други, за да се произведат нови вариации с променени значения.
Той е тип клише, което използва стар идиом като формула в нов контекст. Често срещан пример за снегоклонинг е „X е новото Y“, генерична форма на оригиналния израз „розовото е новото черно“. За да се приложи снегоклонингът, X и Y трябва да бъдат заместени с нови думи или фрази. Снегоклонингите могат да бъдат разглеждани като тип езикови мемове, които залагат на нова, оригинална трактовка на вече съществуващи езикови клишета, афоризми, идиоми и др. Снегоклонингите са пример за езикови ремиксове.

## Етимология
Английската дума „snowclone“ е словосливане на „snow cone“ и „clone“, на основата на популярната идея, че ескимосите имат голям брой думи за различните видови сняг; думата била измислена от Глен Уитман (Glen Whitman) в отговор към Джефри Пълъм (Geoffrey Pullum) в езиковедския блог „Language Log“.

## Примери
- „Снегоклонингите ми не са като снегоклонингите ти!“, „Пълният член е новото черно!“, „McDonald's: I'm hating it!“.

- Снегоклонингът може да е и стихотворение, пример за което е следната променена част от стихотворението „Де е България?“ на Иван Вазов:

| „ | Питат ли ме де зората ме е огряла за първи път за езикознанието, питат ли ме де е граматиката, що най-любя на света. | “ |